# Tiso camillus
Tiso camillus Tanasevič, 1993 è un ragno appartenente alla famiglia Linyphiidae.

## Distribuzione
La specie è stata rinvenuta in Azerbaigian

## Tassonomia
Al 2013 non sono note sottospecie e dal 1990 non sono stati esaminati nuovi esemplari.